# Szung Csin-cung kínai császár
Csin-cung (1100. május 23. – 1161. június 14.) kínai császár az Északi Szung-dinasztiából 1126-tól 1127-ig.
Édesapja, I. Huj Cung lemondása – melynek oka a dzsürcsik betörése volt – után lépett a trónra. A dzsürcsik hatalmas földterületeket tulajdonítottak el a kínaiaktól, és jókora hadisacot is kivetettek. A császár kénytelen volt teljesíteni a követeléseket, ennek ellenére 1 év múlva a dzsürcsik ismét támadást hajtottak végre, és bevették a fővárost. Csin Cung és édesapja fogságba esett, és mindketten a dzsürcsik között haltak meg: Huj Cung 1135-ben, Csin Cung csak 1161-ben.
Kína trónjára Csin Cung fivére, Kao Cung lépett, aki megalapította a Szung-dinasztia déli ágát.

## Lásd még
- A Szung-dinasztia családfája

| Előző uralkodó: I. Huj Cung | Kínai császár 1125 – 1126 | Következő uralkodó: Kao Cung |